# Monte Maranfusa
Le mont Maranfusa est un site archéologique en Sicile, dans la commune de Roccamena.
Au Moyen Âge, l'établissement normand porte le nom de Calatrasi.

## Description
Le mont culmine à 487 mètres dans la vallée du cours moyen Belice Destro. Le site est protégé par des parois abruptes à l'exception du versant oriental d'où s'ouvre, par une brèche entre deux crêtes rocheuses, son principal accès.

## Histoire
Le site est occupé à partir de la fin de l'âge du bronze et au début de l'âge du fer.
La cité indigène connait une croissance majeure à l'époque archaïque (VIIe – VIe siècle av. J.-C.), et engage des échanges à cette époque avec les colonies grecques, particulièrement Sélinonte.
Le site est subitement abandonné vers 480 av. J.-C., probablement à cause de catastrophes naturelles. 
Au Moyen Âge, les Arabes puis les Normands réoccupent le site qui prend le nom de Calatrasi, dont il subsiste les traces d'un château sur le sommet nord-est et de trois zones de cimetière. Occupé par les musulmans opposés au pouvoir royal, le village a été détruit par Frédéric II mais le château est utilisé jusqu'au XVe siècle. Le pont normand à une arche enjambe toujours le Belice.
Le site est fouillé par la surintendance de Palerme entre 1986 à 2008. Les objets découverts sont partiellement exposés au musée civique de Roccamena.